# Spaelotis fehrenbachi
Spaelotis fehrenbachi là một loài bướm đêm trong họ Noctuidae.